# 石塚粂蔵
石塚 粂蔵（いしづか くめぞう、1886年〈明治19年〉2月17日 - 1962年〈昭和37年〉7月15日）は、日本の実業家。日本製鋼所社長・会長や昭和飛行機工業社長、日本兵器工業会会長、日本機械工業連合会理事、旧・日経連理事、旧・経団連理事などを歴任した。

## 来歴・人物
東京府麹町区出身。麹町小学校、府立一中（現・東京都立日比谷高等学校）、東京高等商業学校（現・一橋大学）卒業。一中では同級生に、市河三喜や黒田鵬心がいた。卒業後の1908年（明治41年）日本製鋼所に入社。1911年（明治44年）、会計事務研究のためイギリスの兵器メーカーヴィッカースに出向。帰国後は経理会計部門に配属後、室蘭工場次長や事務部長などを経て、1945年（昭和20年）に同社社長に就任した。軍需メーカーであった日本製鋼所社長や日本兵器工業会会長などを務めていたことから、戦後、1947年（昭和22年）に公職追放されるが、1951年（昭和26年）に解除され日本製鋼所に復帰した。1954年（昭和29年）には、日本製鋼所室蘭製作所で勃発した日鋼室蘭争議の収拾に貢献。その手腕により1955年（昭和30年）社長復帰し、1959年（昭和34年）からは会長、後に相談役となった。戦中、兵器メーカーとして軍需産業の中心的役割を担った日本製鋼所を、戦後、民需メーカーとして発展・改革させ再建を成し遂げた。また財界では、旧日経連及び経団連の理事を務めた。

## 著作
- 『私の履歴書 13集 石塚粂蔵』日本経済新聞社、1961年7月20日